# Middle Island (ö i Bermuda)
Middle Island är en ö i Bermuda (Storbritannien).   Den ligger i parishen Sandys, i den västra delen av landet, 8 km väster om huvudstaden Hamilton.
Terrängen på Middle Island är varierad. Öns högsta punkt är 7 meter över havet.